# جون زالومون
جون زالومون (بالنرويجية البوكمول: Johan Salomon)‏ هو لاعب شطرنج نرويجي، ولد في 7 مايو 1997 في أوسلو في النرويج.

## وصلات خارجية
- جون زالومون على موقع الاتحاد الدولي للشطرنج (الإنجليزية)
- جون زالومون على موقع مباريات الشطرنج (الإنجليزية)
- جون زالومون على موقع 365Chess.com (الإنجليزية)
- جون زالومون على موقع Chesstempo.com (الإنجليزية)
- جون زالومون سجل أولمبياد الشطرنج على موقع OlimpBase.org (الإنجليزية)